# 92 Undina
92 Undina este un asteroid din centura principală, descoperit pe 7 iulie 1867, de Christian Peters.